# Alliança Football Club
Alliança Football Club foi uma agremiação esportiva da cidade do Rio de Janeiro.

## História
O clube disputou a Segunda divisão do Campeonato Carioca em 1912.

## Estatísticas

### Participações
| Competição          | Temporadas | Melhor campanha     | Estreia | Última | P | R |
| Série B1 do Carioca | 1          | Vice-campeão (1912) | 1912    | 1912   | – | – |